# Olympiastützpunkt Hamburg/Schleswig-Holstein
Der Olympiastützpunkt Hamburg/Schleswig-Holstein ist seit 1988 eine sportartübergreifende Betreuungs- und Serviceeinrichtung des Spitzensports für Bundeskaderathleten sowie deren Trainern.

## Geschichte
Der OSP Hamburg/Schleswig-Holstein wurde am 15. Januar 1988 gegründet. Im Jahre 2013 wurde das 25-jährige Bestehen des Olympiastützpunktes gefeiert. Er ist aktuell einer von 18 deutschen Olympiastützpunkten.

## Gliederung und Struktur

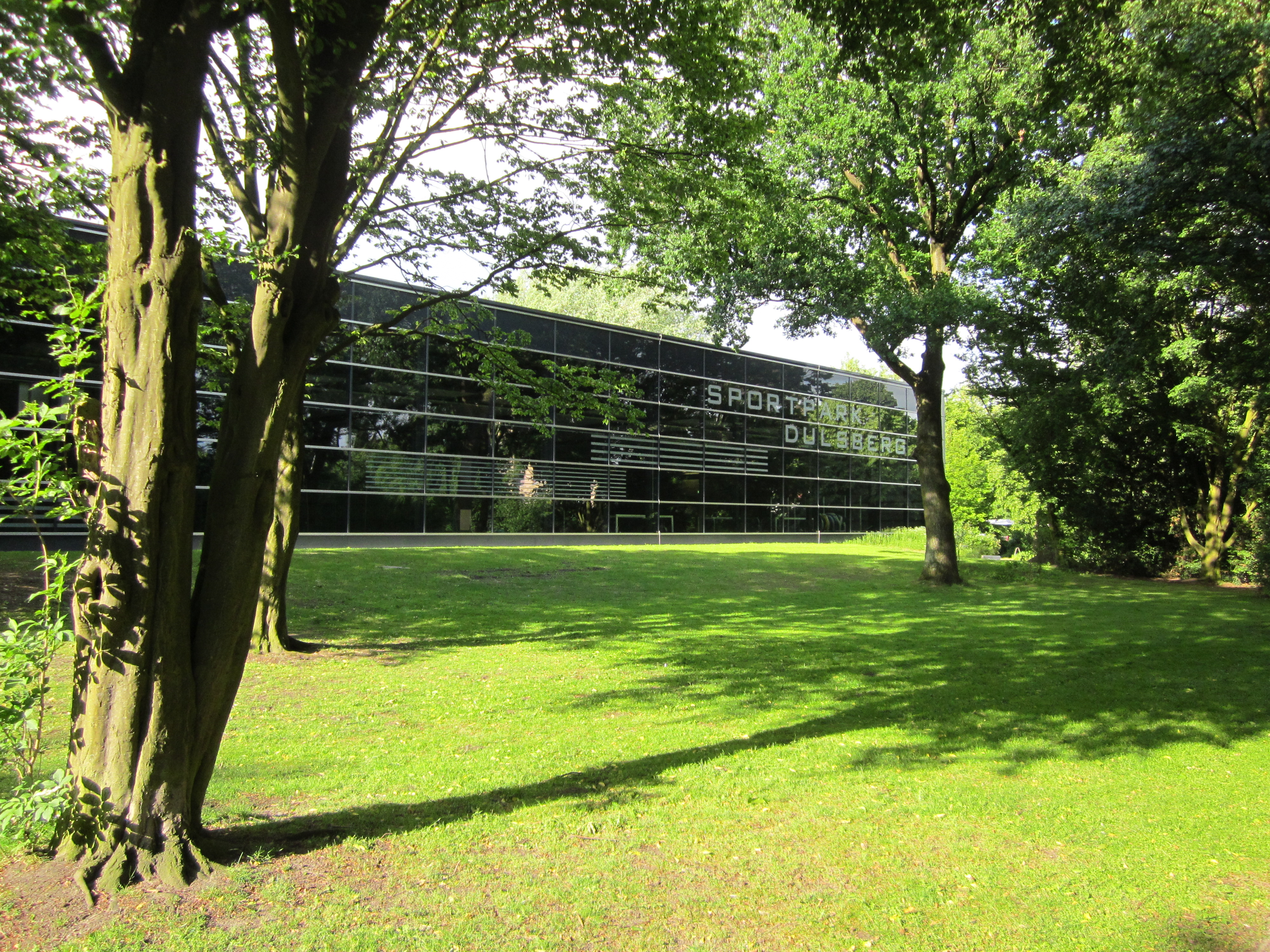
Sportpark Dulsberg in Hamburg

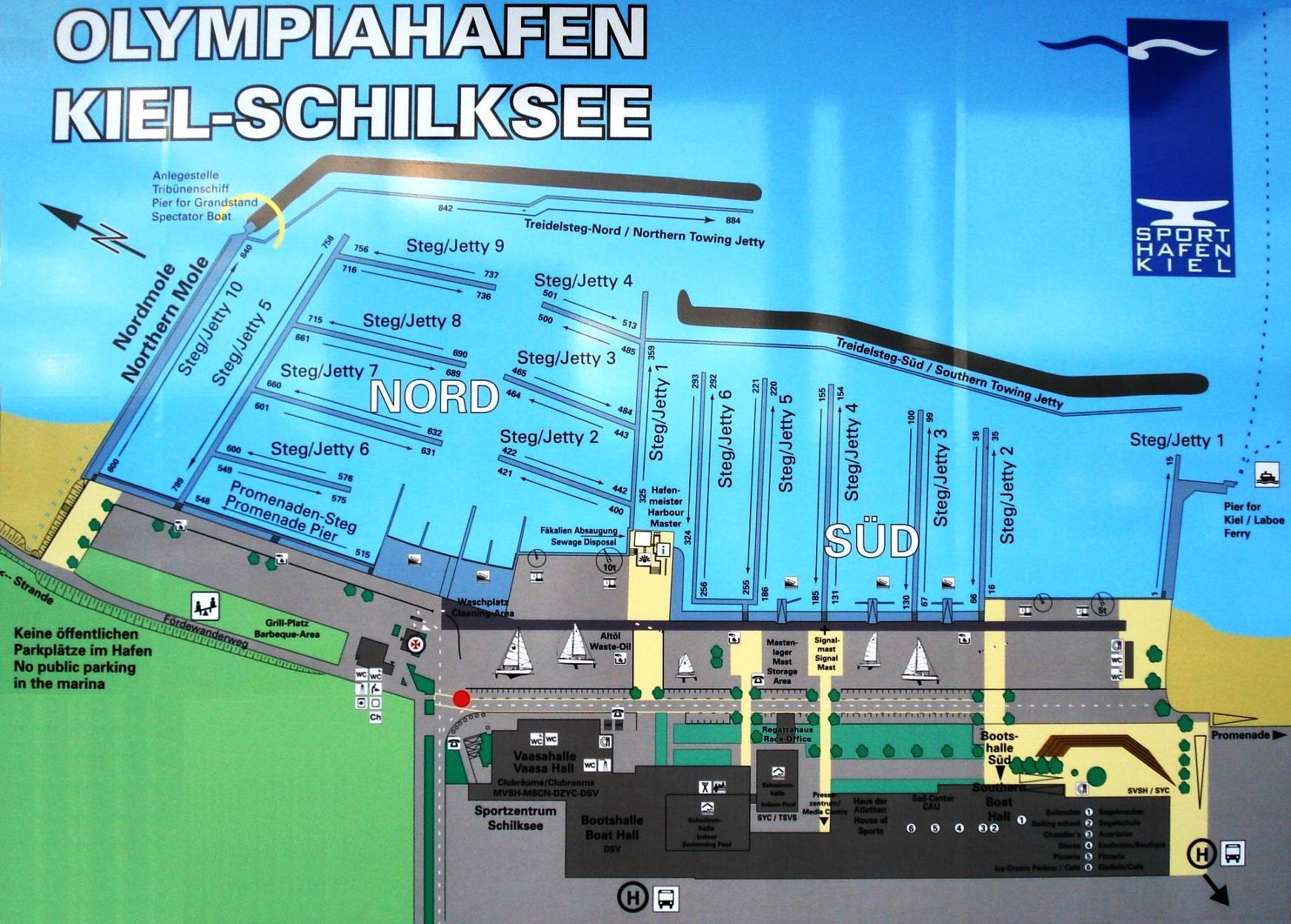
Übersicht über die Außenstelle Olympiazentrum Schilksee des OSP Hamburg/Schleswig-Holstein

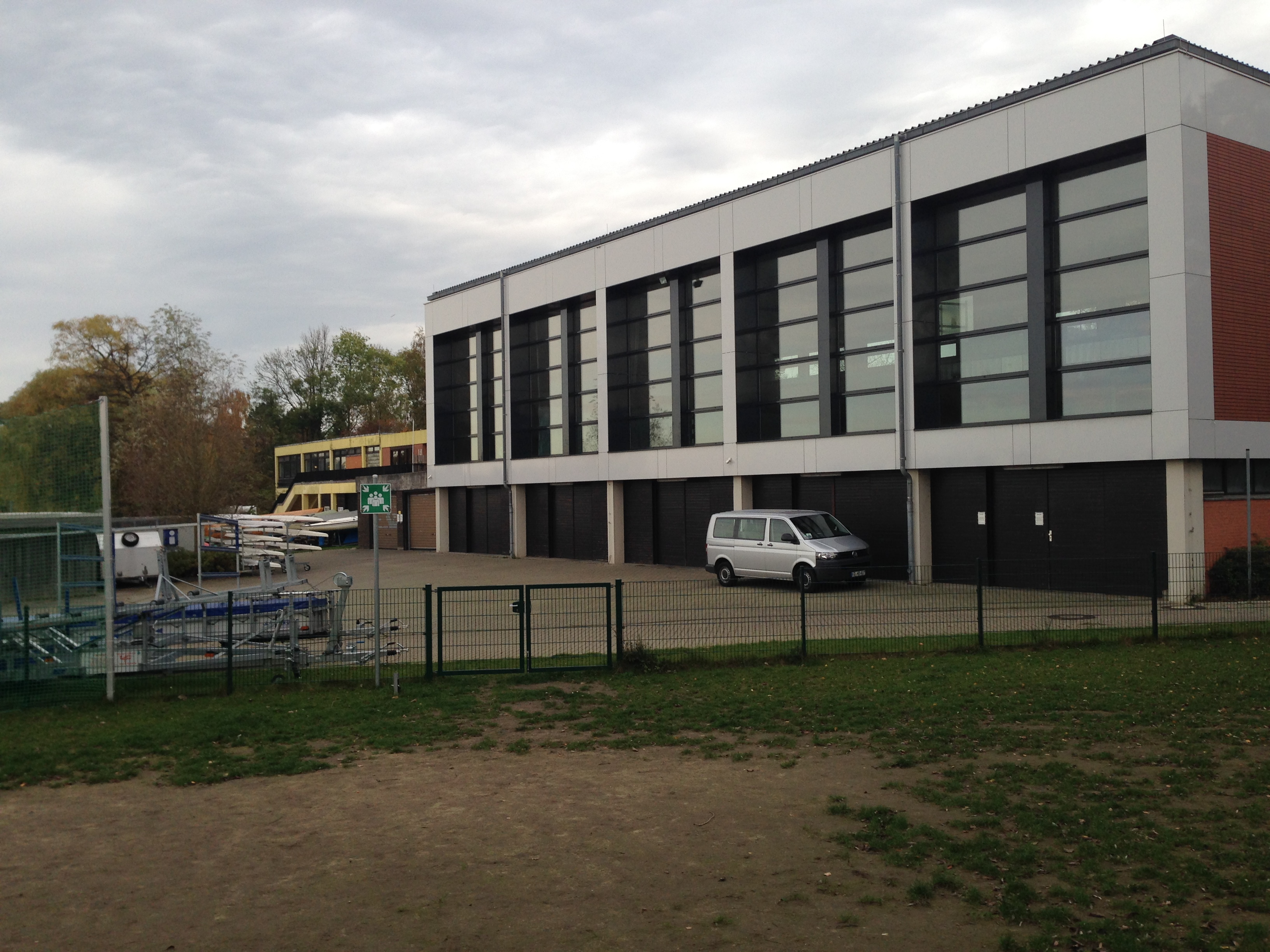
Blick auf die Außenstelle Ruderakademie Ratzeburg des OSP Hamburg/Schleswig-Holstein

### Standorte
Die Zentrale des Olympiastützpunkts liegt auf dem Gelände des Sportparks Dulsberg in Hamburg. Weitere Sportzentren bestehen in Kiel am Olympiazentrum in Kiel-Schilksee und in Ratzeburg an der Ruderakademie.

### Sportarten und Schwerpunkte
Etwa 300 Bundeskaderathleten (A-B-C-Kader) aus 25 olympischen Sportarten werden durch den OSP Hamburg/Schleswig-Holstein betreut.

### Aufgaben
Der OSP Hamburg/Schleswig-Holstein bietet für alle Bundeskaderathleten ein ganzheitliches, sportmedizinisches, physiotherapeutisches, trainingswissenschaftliches, sportpsychologisches und soziales Betreuungsangebot.

### Eliteschule des Sports
Die Gesamtschule Alter Teichweg Hamburg ist seit 2006 als Eliteschule des Sports an den Olympiastützpunkt angebunden.

### Trägerschaft
Der Olympiastützpunkt Hamburg/Schleswig-Holstein e. V. betreibt den Olympiastützpunkt Hamburg/Schleswig-Holstein als Trägerverein.